# Lanuéjols (Gard)
Lanuéjols ist eine französische Gemeinde mit 339 Einwohnern (Stand 1. Januar 2022) im Département Gard in der Region Okzitanien.

## Geografie
Die Gemeinde Lanuéjols liegt im Bergland der Cevennen und befindet sich 72 Kilometer nordwestlich der Regionalhauptstadt Montpellier. Sie befindet sich rund 15 Kilometer westlich des Gipfels des Mont Aigoual und ist entsprechend hoch gelegen, wobei der höchste Punkt ihres Gebiets 1.187 Höhenmeter erreicht. Daneben wird ihre Landschaft durch das Hochplateau Causse Noir geprägt. In ihrem Osten wird sie vom Oberlauf des Trèvezel durchflossen; dort mündet auch der Nebenfluss Bramabiau in den Trèvezel. Überdies gibt es mit dem Flüsschen Garène ein weiteres größeres Fließgewässer auf dem Gemeindegebiet. Neben dem Kernort Lanuéjols umfasst die Kommune einige kleine Weiler, darunter Montjardin und Le Roquet.
Die Nachbargemeinden von Lanuéjols sind Veyreau und Meyrueis im Norden, Saint-Sauveur-Camprieu im Osten, Dourbies im Südosten, Trèves im Süden, Nant und Revens im Südwesten sowie La Roque-Sainte-Marguerite und Saint-André-de-Vézines im Westen. Im Norden grenzt das Gemeindegebiet ans benachbarte Département Lozère, während der Westrand der Kommune zugleich die Grenze zum Département Aveyron darstellt.

### Infrastruktur
Neben kleinen Lokalstraßen führt mit der D986 eine regionale Verkehrsstraße am Ort vorbei. Diese stellt über Meyrueis letztlich die Anbindung an die Region um Mende und über Valleraugue eine Verbindung zu den Städten Ganges und Le Vigan her, wobei sie zum Teil durch sehr bergiges Gelände führt. Mit der D29 existiert überdies ein direkter Weg nach Millau.

## Geschichte und Kultur
Zur Zeit vor der französischen Revolution gehörte Lanuéjols zur Gerichtsbarkeit der Viguerie von Le Vigan und Meyrueis, während sie in kirchlicher Hinsicht dem Erzpriester von Meyrueis und letztlich der Diözese von Nîmes unterstand. Auf dem Gemeindegebiet wurden antike Gräber entdeckt, welche auf eine Besiedlung bereits zu dieser Zeit hindeuten. Besonders die Kelten, welche im ersten Jahrtausend vor Christus in der Region lebten, hinterließen vor allem in Form von Menhiren und Dolmen ihre Spuren. Der heutige Ort wurde erstmals im Jahr 1102 unter dem Namen Lamejol erwähnt. Ebenso wie in großen Teilen der Cevennenregion trat die lokale Bevölkerung um 1560 überwiegend zum protestantischen Glauben über. Besonders im darauffolgenden Jahrhundert litt diese Religionsgruppe allerdings unter Verfolgung, was sich unter anderem in der Zerstörung der protestantischen Kirche im Jahr 1663 äußerte. In der Folge dieser Konflikte kam es zwischen 1702 und 1705 in der Region zum Cevennenkrieg.
Das zur Gemeinde zählende Waldgebiet forêt des commandeurs ist bekannt für seine Rothirschpopulation. Besonders im Winter sammelt sich dort ein großer Teil der Rothirsche aus der Region.

## Bevölkerungsentwicklung
| Jahr      | 1962 | 1968 | 1975 | 1982 | 1990 | 1999 | 2006 | 2012 |
| --------- | ---- | ---- | ---- | ---- | ---- | ---- | ---- | ---- |
| Einwohner | 452  | 379  | 337  | 312  | 304  | 330  | 333  | 358  |

Im Jahr 1793 wurde die Gemeinde von 940 Menschen bewohnt und es kam in der Folge zu einem Anwachsen, bis die Bevölkerungszahl 1831 mit 1187 Bewohnern ihren historischen Höchstwert erreichte. Für fast einhundert Jahre verblieb der Wert annähernd auf diesem Niveau, ehe in den 1920er-Jahren wieder weniger als 1000 Einwohner erfasst wurden. In den darauffolgenden Jahrzehnten und besonders während des Zweiten Weltkriegs kam es nochmals zu einem starken Absinken, weswegen die Zahl sich kontinuierlich verringerte und die Kommune 1990 nur noch 304 Bewohner aufwies. Seither ist die Bevölkerung hingegen wieder leicht gewachsen.